# شويتا موهان
شويتا موهان (بالهندية: श्वेता मोहन؛ بالإنجليزية: Shweta Mohan) هي مغنية هندية، ولدت في 19 نوفمبر 1986 في ثيروفانانثابورام في الهند.

## وصلات خارجية
- الموقع الرسمي
- شويتا موهان على موقع IMDb (الإنجليزية)
- شويتا موهان على موقع ميوزك برينز (الإنجليزية)
- شويتا موهان على موقع قاعدة بيانات الفيلم (الإنجليزية)